# عمارت آصف وزیری
عمارت آصف یا خانۀ آصف وزیری مربوط به دوره قاجار است و در سنندج، خیابان امام خمینی، روبروی موزه سنندج واقع شده و این اثر در تاریخ ۱۵ دی ۱۳۷۵ با شمارهٔ ثبت ۱۸۲۲ به‌عنوان یکی از آثار ملی ایران به ثبت رسیده است.
عمارت آصف با نام خانه کرد در سنندج معروف است. این عمارت به عنوان نمادی از هویت فرهنگی مردم کرد و گنجینه مردم‌شناسی مردم کرد از با ارزشترین آثار فرهنگی و تاریخی کردستان است. عمارت آصف که امروز در برگیرنده بخشی از پروژه فرهنگی خانه کرد، شامل فضاها و غرفه‌های نمایشی موزه‌است، که یکی از قدیمی‌ترین بناهای شهر سنندج محسوب می‌شود و در خیابان شاپور، نزدیک مسجد دارالاحسان قرار دارد. این عمارت توسط «آصف اعظم» (میرزا علی نقی خان لشکر یونس) در دوره صفویه احداث شد.

## تاریخچه
شکل‌گیری عمارت آصف به چهار دوره تقسیم می‌شود که دوره اول آن مربوط به بخش شمالی شامل تالار تشریفات، اتاق‌ها و راهروهای طرفین و قسمتی از فضاهای بخش شرقی مربوط به دوره صفویه‌است. دوره دوم شکل‌گیری عمارت آصف مربوط به نیمه نخست دوره قاجار است، در این دوره ضلع‌های شرقی و غربی حیاط بیرونی و حمام عمارت ساخته شده‌است. دوره سوم که شامل احداث فضاهای اندرونی، سردر ورودی نیم هشتی و بازسازی بخش غربی تالار تشریفات می‌شود مربوط به سال‌های ۱۳۱۲ تا ۱۳۱۶ هجری شمسی است. دوره چهارم شکل‌گیری عمارت آصف مربوط به سال‌های ۱۳۷۸ تا ۱۳۸۲ است که شامل مرمت کلیه قسمت‌های عمارت، تعویض سنگفرش کف حیاط، ساخت دوباره حیاط مستخدمان به شکل امروزی است.

## خانه کرد

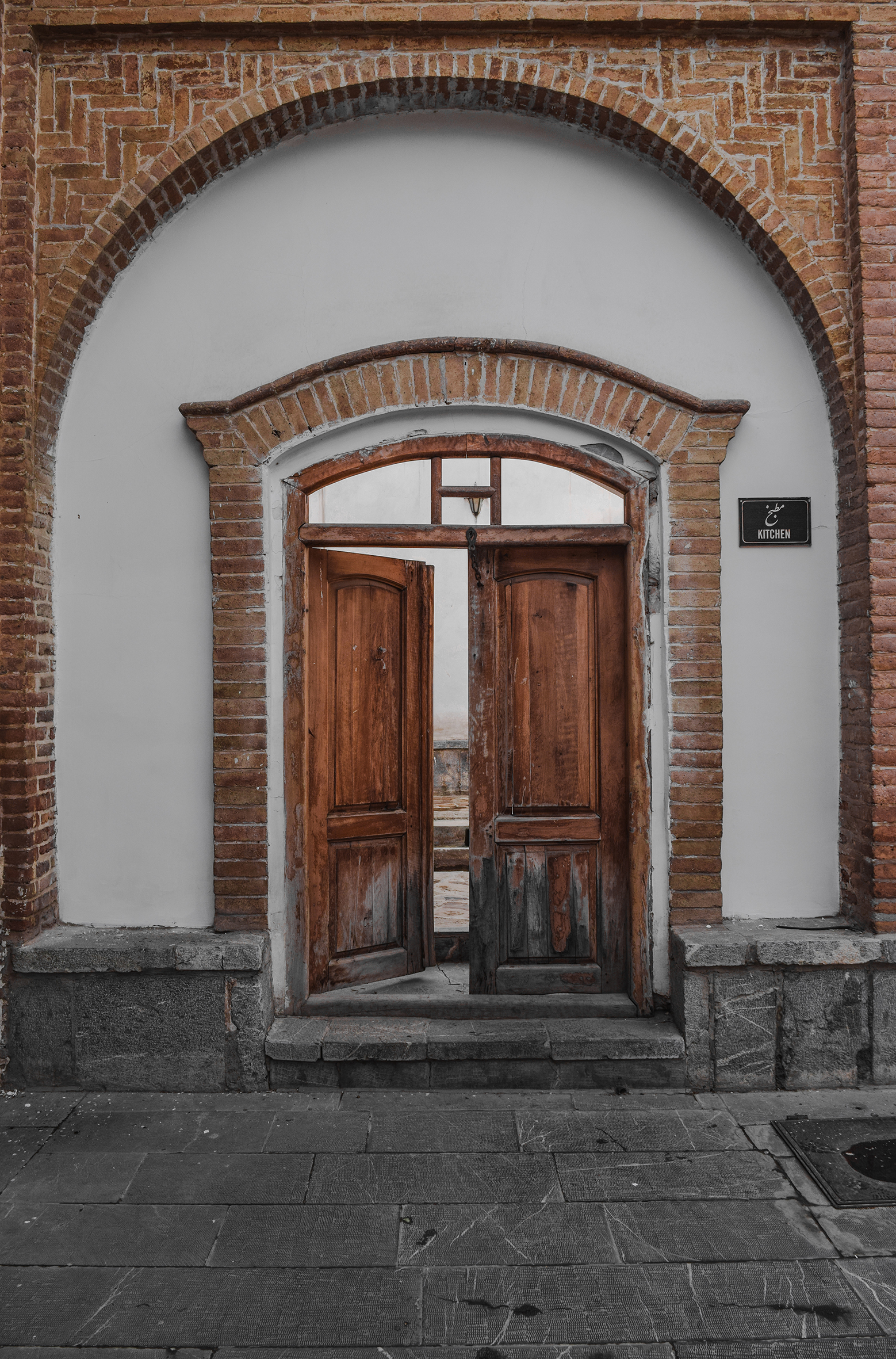
درب ورودی به آشپزخانه.

«موزه مردم‌شناسی مناطق کردنشین» یا «خانه کرد»، بزرگترین موزه مردم‌شناسی مربوط به یک قوم در ایران است. مرحله نخست پروژه خانه کرد که عمارت آصف را به خود اختصاص داده شامل، نگارخانه و حیاط ورودی، حمام، غرفه‌های زندگی شهری، مکتب خانه، قلاب بافی، زیورآلات، بخش کشاورزی، مشاغل و فنون، بخش اسناد و عکس‌های تاریخی، اتاق خان، بخش پوشاک، غرفه شکار، غرفه صنایع دستی، غرفه بخش مطبخ زندگی روستایی، کتابخانه و مرکز اسناد است. مجموعه عمارت آصف که حدود چهار هزار متر مربع عرصه و اعیانی دارد و در زمره خانه‌های اعیانی مسکونی مورد توجه در معماری مسکن است، در سال ۱۳۷۵ به‌شماره ۱۸۲۲ در فهرست آثار ملی کشور به ثبت رسیده‌است.

## معماری

این بنا علاوه بر سر در نیم هشتی، دالان ورودی و اتاق تقسیم آب دارای چهار حیاط بیرونی، اندرونی، مستخدمان و مطبخ است. حیاط بیرونی که حیاط اصلی هم هست دارای پلانی مستطیل شکل و دو ایوان و آب‌نما و باغچه با طرح چهار باغ است و در ضلع شمالی آن تالار اصلی با تزیینات منحصربه‌فرد شامل گچ بری‌ها، مقرنس کاری و اورسی زیبا و پرکاری با نقوش هندسی قرار دارد.
در ضلع شرقی حیاط بیرونی فضاهایی شامل راهروهای ارتباطی و دو سه در و یک چهار دری و دو اتاق وجود دارد و در ضلع غربی آن ایوانی سراسری با ستون‌های آجری واقع شده و در پشت این ایوان یک تالار با اورسی بسیار زیبا که دارای طرح اسلیمی است و دو اتاق در طرفین آن قرار دارد. از قسمت ای مهم حیاط بیرونی حمام عمارت است که زیباترین حمام تاریخی سنندج است و دارای ستون‌های سنگی حجاری شده و تزیینات آهک بری و کاشی کاری است.
حیاط اندرونی در ضلع شمالی عمارت واقع شده و در اوایل دوره پهلوی و بر اساس معماری بومی ساخته شده‌است. فضاهای حیاط اندرونی به صورت دو اشکوبه، با یک طبقه زیر زمین و ایوانی با شش ستون چوبی و تزیینات گچبری ساخته شده و دارای آب‌نمایی لوزی شکل با باغچه‌هایی در اطراف است. حیاط مستخدمان در ضلع جنوبی مجموعه و در کنار دالان ورودی واقع شده‌است فضاهای معماری این بخش در سال‌های گذشته به‌طور کلی تخریب شده بود و آثاری که نمایانگر شیوه ساخت و ساز آن باشد باقی نمانده بود و به همین دلیل بازسازی حیاط مستخدمان بر اساس طرحی جدید منطبق با اصول معماری سنتی بوده که شامل حیاطی مرکزی با رواق‌های پیرامون، نگارخانه، سرویس بهداشتی و فضاهای تأسیساتی است.
گوشه ضلع جنوبی عمارت، حیاط کوچکی قرار دارد که به حیاط مطبخ معروف است و دارای آب‌نمایی سنگی است و در مطبخ که فضایی است مسقف، با طاق و تویزه به این حیاط باز می‌شود. آب مورد نیاز مجموعه عمارت آصف از یک رشته قنات که از غرب سنندج توسط تنبوشه‌های سفالی و لوله‌های فلزی جدید جاری است تأمین می‌شود.
برای تنظیم و تقسیم مناسب آب، فضایی در کنار دالان ورودی ساخته شده که به اتاق تقسیم آب معروف است و اکنون آب، آب‌نمای مقابل تالار، حوض حیاط‌های مستخدمان، مطبخ و اندرونی از آن تأمین می‌شود. ویژگی‌های دیگر این بنا در قسمت به اصطلاح شاه نشین وجود یک ایوان دوستونه و دو ردیف پله در طرفین و استفاده از همین راه پله به عنوان ورودی مشترک بین شاه‌نشین و فضای مسکونی واقع در طرفین آن می‌باشد. لازم به توضیح است که این‌گونه الگوی معماری مسکونی در خانه‌های اصفهان و تهران و خصوصاً در ابنیه مسکونی دوره قاجار کاملاً به چشم می‌خورد.

### فرم ساختمان و اقلیم

معماری خانه کرد با آب‌وهوای سرد و کوهستانی سنندج تناسب دارد. این عمارت پلانی مربع شکل دارد و با طراحی فشرده قسمت‌های مختلف آن همراه است. به علت به‌هم‌فشرده‌بودن، سرما نمی‌تواند به قسمت‌های مختلف آن نفوذ کند و هوای داخل آن‌ها گرم می‌شود. این خانه موزه به سمت شمال بنا شده و این دقت در ساخت باعث می‌شود تا قسمت‌های مختلف عمارت، بیشترین نور و گرما را از خورشید جذب کنند. سقف‌ عمارت در بخش‌هایی مانند عمارت شمالی یا همان به اصطلاح شاه‌نشین به صورت دو جداره ساخته شده است که گرمای بیشتری را در طول روز درون ساختمان نگاه می‌دارد و باعث می‌شود که داخل عمارت برخلاف هوای سرد و کوهستانی سنندج، گرم‌ بماند.